# Окалея (город)

Карта древней Беотии, Окалея в центре карты.

Окалея (др.-греч. Ὠκαλέα; Ὠκαλέαι; Ὠκάλεια) — древнегреческий город в древней Беотии. Он лежал посреди длинной узкой равнины, где протекала небольшая река Окалея, ограниченной на востоке высотами Галиарта, на западе горой Тильфоссий, на юге грядой невысоких холмов, а на севере озером Копаида.
Окалея находилась примерно на полпути между Алалкоменой и Галиартом, примерно в 30 стадиях (5,5 км) от каждого. Древние источники часто упоминают его вместе с Мантинеей и Медеоном, что позволяет предположить, что они располагались рядом. Небольшое расстояние между Мантинеей и Окалеей, по-видимому, является причиной того, что мифическая фигура Аглаи, дочери Мантинея, иногда также называлась Окалеей. Окалея находилась в зависимости от города Галиарт.
Окалея ориентировочно располагалась недалеко от современной Евангелистрии.

## Название
Большинство источников, затрагивающих происхождение названия города, объясняют его как происходящее от древнегреческого прилагательного ὠκύς, переводимого как «быстрый». Ранняя схолия «D» к «Илиаде» объясняет его ссылкой на безымянную реку, протекающую около Окалеи. Географ Стефан Византийский считал, что название служило отсылкой к короткому пути из соседнего города Феспии в Фивы.

## Мифология
«Гимн Аполлону» повествует о том, как бог Аполлон, в поисках места для своего оракула, проходил мимо Окалии и Галиарта после того, как пересёк реку Кефис по пути в Тельфусу. Окалея и Галиарт названы в неправильном порядке, так как Аполлон, как предполагается, путешествовал в западном направлении. В поэме Окалея описывается как πολππυργος («многобашенная»), но этот эпитет был настолько распространён, что почти лишался смысла.
«Библиотека», ложно приписывавшаяся Аполлодору Афинскому, повествует о том, как во время битвы Геракла с минийцами Орхомена был убит его приёмный отец Амфитрион. После этого сын Зевса Радамант, изгнанный с Крита, женился на вдове Амфитриона, Алкмене, и они поселились в Окалее. Иоанн Цец добавлял к этому, что в Окалее Радамант учил молодого Геракла стрелять из лука.
В Илиаде Гомера Окалея упоминается в каталоге кораблей как один из городов, которые отправили свой отряд в качестве беотийского контингента греческой армии в Троянской войне.